# Ballinrobe
Ballinrobe (irsk Baile an Róba) er en by med 2.098 indb. (2006) i Irland. Den ligger i den sydlige del af County Mayo i provinsen Connacht, 2 Kilometer øst for den 89 km² store sø Lough Mask, ved floden Robe. Ballinrobe ligger ved hovedvej N84 på strækningen (Galway–Castlebar).
Ballinrobe er igen en købstad i vækst. Den nyeste vækst kan henføres til det irske byggeboom og byens udvikling som soveby for Galway og Castlebar. De mange indvandrere fra de nye østeuropæiske EU-medlemslande gjorde, at i 2006 var 25% af byens indbyggere udlændinge.

## Historie
1390 blev Ballinrobe første gang nævnt som en bebyggelse med et kloster. Dermed anses byen for at være den ældste i det sydlige Mayo.
1606 opnåede et kongebrev udstedt af kong James, som gav byen retten til at afholde messer og markeder. Opnåelsen af markedsretten havde en stor betydning for byens udvikling. Markedets omsætning og de tilrejsendes behov for logi og mad og skikken med, at man efter en vellykket handel gav en drink på den lokale pub, var med til at forbedre byens økonomi.
I 1698 var byen vært for en undersøgelseskommission, der blandt andet flyttede ejendom fra katolske til protestantiske jordejere.
1716 blev amtet Assizes retsstridigheder dømt i Ballinrobe, højest sandsynligt beliggende i et hus ved markedspladsen.
1752 opførtes en markedshal på den nederste del af markedspladsen for fødevarer som smør, kød og brød. I nutiden benyttes huset til domhus.
1845-1849. Ballinrobe var hårdt ramt af hungersnøden i Irland 1845-1849. I 1847 havde byens fattiggård ca. 2.000 beboere. På bare en uge i april 1849 døde 96 mennesker af sult eller sygdom. De døde blev begravet i massegrave i udkanten ag byen. Rester af gravpladsen kan stadig ses.
1892 fik byen jernbaneforbindelse til Claremorris. Den 1. juni 1930 ophørte persontrafikkenn og den 1. januar 1960 blev al trafik indstillet.
1935 landede litauer-amerikaneren Feliksas Vaitkus med sin flyvemaskine Lituancia II efter en vellykket atlanterhavsoverflyvning i Ballinrobe. Vaitkus var det 6. menneske, der udførte denne bedrift.

## Turisme
Ballinrobe har mange muligheder for vandre- og cykelture i byens omegn. Byen har flere pubber og restauranter. Ballinrobe-områdets mange søer og floder er velegnet til lystfiskeri.
- Klosterruine Monastery de Robas restaurerede ruiner er et historiske vartegn for byen
- Byen huser County Mayos eneste hestevæddeløbsbane.
- Golfbane med 18-huller]